# Maxillaria irrorata
Maxillaria irrorata är en orkidéart som beskrevs av Heinrich Gustav Reichenbach. Maxillaria irrorata ingår i släktet Maxillaria och familjen orkidéer.
Artens utbredningsområde är Ecuador. Inga underarter finns listade i Catalogue of Life.